# 雙園大橋
雙園大橋，為台灣台17線上橫跨高屏溪的橋樑，聯絡高雄市林園區至屏東縣新園鄉兩地，因兩端地名皆有「園」字，故取名「雙園大橋」。雙園大橋是最靠近高屏溪出海口的橋樑，亦為高雄市經由省道台17線跨越高屏溪前往屏東縣新園、東港地區最便捷的交通要道。
雙園大橋完工時原為二線道，之後擴建為四線道。2009年8月，由於中度颱風莫拉克引發高屏溪洪水，雙園大橋遭到沖毀而無法通行。斷橋期間，民眾若駕駛無法通行便橋之車輛，需繞道東西向快速道路台88線經由萬大大橋（高雄市大寮區與屏東縣萬丹鄉之間），或繞道省道台1線經由高屏大橋（高雄市大寮區與屏東縣屏東市之間）方可抵達前述各地，路程較遠且造成諸多不便。
2011年9月5日，上游側（高雄、林園方向）之橋梁改建工程完成並先行啟用，以雙向單線方式通行，下游側（新園、東港方向）之橋梁則於2011年12月23日改建完成通車。

## 歷史
雙園大橋於1972年底開始動工興建，1975年完工。1980年1月開始擴建四線道，至1981年10月完工，全長約2.8公里。

### 因災斷毀
2009年8月，受到中度颱風莫拉克的降雨影響，雙園大橋於8月9日12點40分遭高屏溪洪水沖斷，造成斷橋長約500公尺，東（南）端（往屏東方向）橋面剩1,100公尺長，西（北）端（往高雄方向）剩200公尺長。斷橋事件造成至少六車十人罹難或失蹤。
便橋
中華民國政府原預計不興建便橋，但在高屏地方首長屢次陳情後，經中央政府實地視查後決定興建鋼便橋，以便利民眾通行，並盡早恢復林園區、新園鄉、東港鎮等地商機。
鋼便橋工程於2009年11月15日開工，修建長約460米的便橋。為加強安全性，每一橋柱長50米，打樁入水40米深，水面10米，共有15座橋墩，每墩距寬30.6米，橋縱樑跨距有10支，原預定2010年6月30日完工。但由於工程進度順暢，而提前於2010年4月25日通車，提供民眾通行。便橋僅供機車、小客車，及高度2公尺以下、重量3.5噸以下之小型汽車通行。
此外，便橋係為雙向單行道，單側道路寬度不大，機車及單車需與汽車共用路寬，尖峰時刻車輛較多且車輛速度較快，機車及單車上橋需格外注意安全。
自2011年9月5日雙園大橋階段性通車後，便橋即封閉拆除並改建為下游側橋梁。
遇雨封橋
- 2010年5月23日，由於山區豪雨影響，為確保民眾及行車安全，雙園便橋於當日晚間九點封橋。隔日上午雨勢暫歇，便橋於中午恢復通車。
- 2010年5月31日18時，承包廠商接獲2座橋墩傾斜儀發出警訊，立刻通知公路總局緊急封鎖橋樑並進行檢測。隔日經確認後為傾斜儀器故障，於中午恢復通車再度開放通行。
- 2010年7月27日，因間歇性大雨，造成山上的旗山溪和下游的高屏溪溪水暴漲，因安全考量暫時封橋。同時封橋的有六龜大橋的溪底便橋，以及新發大橋和新開大橋的溪底便橋。
- 2010年8月，由於部份民意代表反應封橋頻率過繁，有違便民原意，此後風雨侵襲時由公路單位人員密切監控並機動封橋，但盡量不進行長時間封橋。

### 重建與通車
新雙園大橋之規劃，完工後成為國內第一座連續長跨徑變斷面鋼箱型梁橋，除大幅提高防洪之功能外，亦為具流線之美的景觀橋梁。全案工程已於2009年12月26日動工，並已於2011年12月23日改建完成並全線通車。
新雙園大橋全長約2,800公尺，其中440公尺為引道，主橋為鋼構橋樑，長約2,360公尺，約19座橋墩。
新雙園大橋北線（上游側）於2011年9月5日上午舉行通車儀式，並提供15噸以下之車輛雙向單線通行。由墾丁端（枋寮、林邊、東港）前往高雄之旅客，目前可選擇搭乘「墾丁－經小港機場－高雄」的車次，前往林園、小港、草衙、高雄車站，或搭乘「墾丁－經林邊－高雄」的車次直達高雄車站，均無須再換乘接駁。而在下游側（往新園、東港方向）之橋梁於2011年12月23日改建完成並全線雙向通車後，前述之車輛重量限制亦同時取消。

## 其他

### 改建期間行經該橋之客運營運情況
封橋期間，行經雙園大橋之各客運公司，路線亦改繞行萬大大橋。以「高雄－枋寮」為例，封橋時路線改行「高雄－小港－林園－萬大大橋－烏龍－東港－枋寮」，視路況車程時間較常日接駁多出30至50分鐘不等。而在臨時便橋完成後，為便利高屏兩地民眾往來，中華民國交通部補助客運業者以9人座廂型車，於橋樑兩端免費接駁客運乘客至2011年9月5日雙園大橋階段性通車為止。
客運接駁車
雙園大橋連接高雄市林園區（以下稱「林園端」）及屏東縣新園鄉五房村（以下稱「五房端」）。為來往兩地間民眾之交通便利性考量，交通部補助客運業者，提供8輛9人座廂型車，於橋樑兩端接駁，每日提供200班車次免費服務，較之斷橋時繞道萬大橋的路程，將可節省旅行時間約30分鐘。（接駁車車身兩側有「交通部８８水災雙園便橋接駁車」鮮黃色字樣，編號1、2號車由高雄客運管理，3、5號車由國光客運管理，6、7號車由中南客運管理，8、9號車由屏東客運管理。）除客運車乘客可免費搭乘接駁車外，欲過便橋的民眾亦可到接駁站等候並免費搭乘。
- 接駁車候車地點：
  - 五房端「烏龍接駁站」：起初設置在五房村候車亭，之後移至烏龍村，位於台17線興龍路接沿海路上（近「變電所（街景）」）
  - 林園端「中石化接駁站」：位於台17線石化路接沿海路上（近「中油石化事業部（街景）」門口）。

（當時為便利民眾搭乘，而將五房端接駁站移至烏龍村，但五房村候車亭仍予保留便民；自林園端搭乘接駁車欲在五房村候車亭下車的民眾，需在上接駁車時先行告知司機。）
便橋通車之後，國光等客運公司，高雄至墾丁間平面路線南下班車「林園至烏龍間（原路線：林園→繞道萬大橋→烏龍）」停止繞道，改行駛至雙園便橋林園端，乘客需下車換乘免費接駁車過便橋至五房端，再搭乘客運公司大型車輛繼續南行；北上乘客則至五房端下車換乘免費接駁車，至林園端再搭乘客運車。接駁車單趟（不含候車時間）過橋僅需約10分鐘；東港、烏龍等地，欲直接前往高雄車站之旅客，可搭乘標示「大鵬灣－８８－高雄」之直達班次（大鵬灣→東港→烏龍→高雄市中正路→八德路→火車站），縮短旅程時間。
接駁車候車時間方面，在上下班尖峰時段，於兩端候車約需1～10分鐘之間，經過近半年的調整後，通常可在下客運車後，直接搭上接駁車；而在離峰時段，由於旅客較少，接駁車值班車次也較少，故仍需等候15分鐘至30分鐘不等，仍屬不便。（離峰時段，若一端等候15分鐘，則總計需等候30分鐘。）
自2011年9月5日雙園大橋階段性通車後，目前客運車輛可直接過橋，無須替換接駁車。
客運聯營、共營及票證使用
由於行政院公平交易委員會裁定前述四家客運公司不得聯營，因此於2010年5月3日零時起正式解除自2005年6月開始的聯營協議，解除後各家票證互不通用。乘客若欲自東港至小港，需分段買票（東港至五房端一段票，經接駁至林園端，上車再購買林園至小港第二段票；反向亦然）。至於當時的月票（學生月票、一般月票）使用辦法為，若路程需經雙園大橋接駁，辦理時須直接辦理兩段票。以東港至高雄為例，第一段為東港至烏龍，第二段為林園至高雄。為便利通勤族，經四家客運公司協調後，2010年6月份月票仍可通用。
由於民眾反應搭乘不便之問題，經高雄區監理所與公平會，各家客運公司協調後，2010年12月16日起採行有條件之共同營運（簡稱「共營」）方式。2011年5月份的月票由共營管理中心統一發行，乘客可至高雄南華站、林園總站、屏客東港站、林邊站、枋寮站等各主要站點辦理，票證通用四家客運公司本路線之班次。原已停駛之「經東港８８路線」班次亦同時恢復。往來高雄車站至東港間（不經林園、小港、草衙）之乘客，則建議搭乘「經東港８８路線」班次。上下班尖峰時段約30分鐘一班，高雄至東港時間約為50~60分鐘，以免除更換接駁之不便並大幅縮減乘車時間。
由於經營及管理等因素，高雄－墾丁線客運班次已於2011年6月1日調整及實施，請參閱「高雄區監理所」網站。